# Губадагский этрап
Губадагский этрап (туркм. Gubadag etraby) — бывший этрап в Дашогузском велаяте Туркменистана.
Образован в декабре 1938 года как Тельманский район Ташаузского округа Туркменской ССР с центром в посёлке имени Тельмана.
В ноябре 1939 Ташаузский округ был упразднён, и Тельманский район отошёл к новообразованной Ташаузской области.
В январе 1963 Тельманский район был упразднён.
В ноябре 1975 Тельманский район восстановлен в состав Ташаузской области.
В августе 1988 Тельманский район вновь упразднён.
В 1992 году Тельманский район вошёл в состав Дашогузского велаята и был переименован в Губадагский этрап.
9 ноября 2022 года Губадагский этрап был упразднён, а его территория предана в Болдумсазский этрап.